# Tanypus parastellatus
Tanypus parastellatus är en tvåvingeart som beskrevs av James E. Sublette 1964. Tanypus parastellatus ingår i släktet Tanypus och familjen fjädermyggor. Inga underarter finns listade i Catalogue of Life.